# Dwight (Nebraska)
Dwight és una població dels Estats Units a l'estat de Nebraska. Segons el cens del 2000 tenia 259 habitants.

## Demografia
Segons el cens del 2000, Dwight tenia 259 habitants, 116 habitatges, i 64 famílies. La densitat de població era de 416,7 habitants per km².
Dels 116 habitatges en un 26,7% hi vivien nens de menys de 18 anys, en un 49,1% hi vivien parelles casades, en un 5,2% dones solteres, i en un 44,8% no eren unitats familiars. En el 43,1% dels habitatges hi vivien persones soles el 19% de les quals corresponia a persones de 65 anys o més que vivien soles. El nombre mitjà de persones vivint en cada habitatge era de 2,23 i el nombre mitjà de persones que vivien en cada família era de 3,13.
Per edats la població es repartia de la següent manera: un 27,8% tenia menys de 18 anys, un 3,5% entre 18 i 24, un 29,3% entre 25 i 44, un 20,1% de 45 a 60 i un 19,3% 65 anys o més.
L'edat mediana era de 38 anys. Per cada 100 dones de 18 o més anys hi havia 98,9 homes.
La renda mediana per habitatge era de 35.000 $ i la renda mediana per família de 38.125 $. Els homes tenien una renda mediana de 30.417 $ mentre que les dones 17.500 $. La renda per capita de la població era de 26.010 $. Cap de les famílies i el 2,2% de la població estaven per davall del llindar de pobresa.

## Poblacions més properes
El següent diagrama mostra les poblacions més properes.